# Municipio de Lurgan
El municipio de Lurgan (en inglés, Lurgan Township) es un municipio del condado de Franklin, Pensilvania, Estados Unidos. Tiene una población estimada, a mediados de 2021, de 2185 habitantes.

## Geografía
Está ubicado en las coordenadas 40°07′29″N 77°37′43″O / 40.12472, -77.62861 (40.124611, -77.628617).

## Demografía
Según la Oficina del Censo, en 2000 los ingresos medios de los hogares eran de $41,681 y los ingresos medios de las familias eran de $46,964. Los hombres tenían ingresos medios por $31,366 frente a los $25,469 que percibían las mujeres. Los ingresos per cápita eran de $17,276. Alrededor del 7.7% de la población estaba por debajo del umbral de pobreza.
De acuerdo con la estimación 2016-2020 de la Oficina del Censo, los ingresos medios de los hogares son de $61,719 y los ingresos medios de las familias eran de $69,485. Alrededor del 9.8% de la población está por debajo del umbral de pobreza.